# 敦煌网
敦煌网 （英語：DHgate.com）是一家中国跨境小额外贸B2B电商平台，由世纪富轩科技发展（北京）有限公司运营，名字来源于丝绸之路重镇敦煌市。

## 历史
2004年8月由王树彤创建于北京，2005年正式上线。
2022年，美国贸易代表办公室将敦煌网列入恶名市场名单。
2025年4月，在特朗普第二届任期关税的影响下，大量美国用户下载敦煌网的APP，导致敦煌网登上美国App Store榜首。